# Skaugum

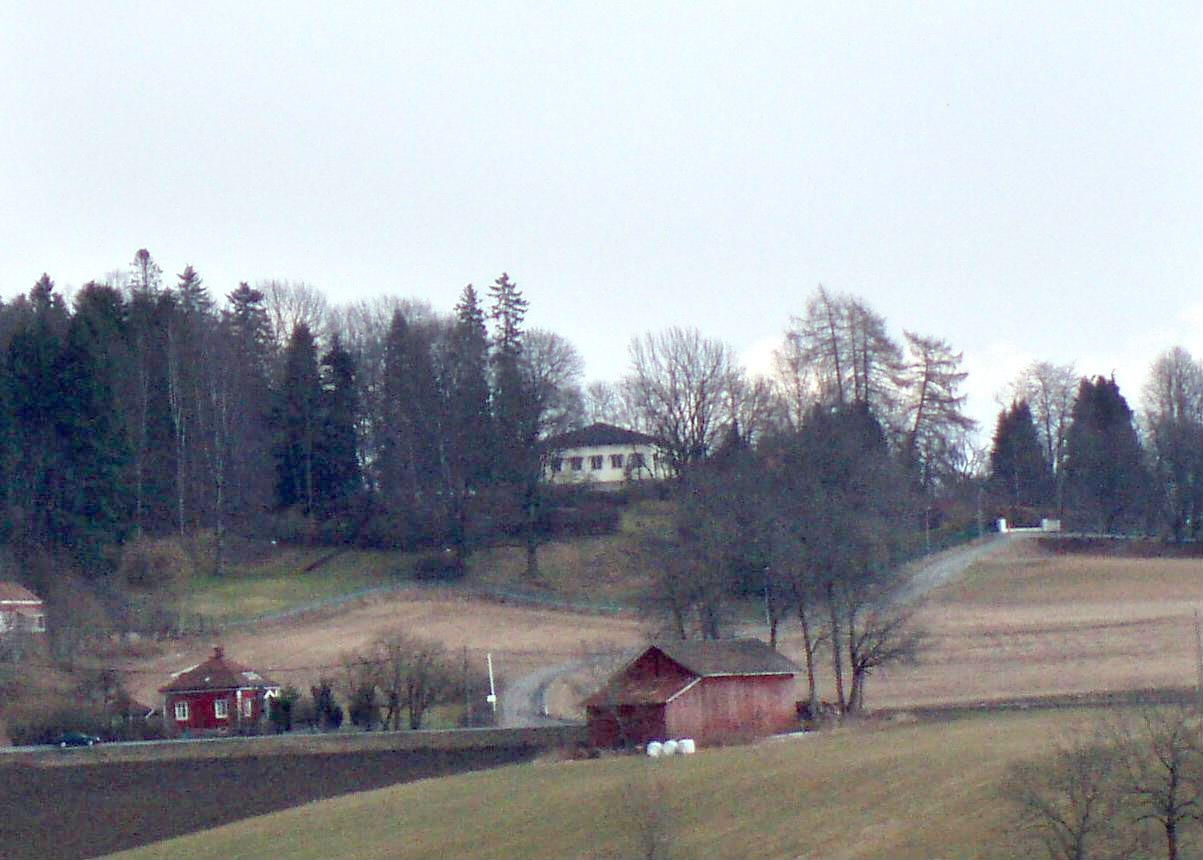
Skaugum gezien vanuit het westen

Skaugum is de officiële residentie van kroonprins Haakon van Noorwegen en van zijn vrouw Mette-Marit.
Het landgoed ligt in de gemeente Asker, ongeveer 18 km ten zuidwesten van Oslo. In de Middeleeuwen was het eigendom van de kerk en via verschillende eigenaars werd het in 1909 gekocht door Fritz Wedel Jarlsberg. Toen kroonprins Olav en kroonprinses Märtha in 1929 trouwden, verkocht Wedel Jarlsberg het aan het echtpaar.
De oorspronkelijke woning brandde in 1930 af. De Noorse architect Arnstein Arneberg kreeg de opdracht om een nieuw gebouw te ontwerpen, volledig op de fundamenten van het oude gebouw.
Het pand werd in de Tweede Wereldoorlog gebruikt tijdens de Duitse bezetting als residentie voor de rijkscommissaris Josef Terboven. Deze blies zichzelf op op de dag van de onvoorwaardelijke overgave van de Wehrmacht op 8 mei 1945 in zijn bunker in de tuin van het landgoed. Daarmee werd ook het lijk van Wilhelm Rediess vernietigd, die SS- en Polizeiführer in het bezette Noorwegen was geweest en die kort daarvoor zelfmoord had gepleegd.
In 1968 gaf koning Olav het landgoed als huwelijksgeschenk aan zijn zoon Harald (de latere koning Harald V) en zijn vrouw Sonja. In 2001 gaf koning Harald het landgoed als huwelijksgeschenk aan zijn zoon Haakon en zijn vrouw Mette-Marit.